# 高雄行德宮
22°38′27″N 120°17′27″E / 22.640960°N 120.290906°E
高雄行德宮，是位於臺灣高雄市三民區德西里的宮廟，為林阿罕創建，用以提供遊民食物等服務的據點，又稱「遊民廟」。

## 歷史
林阿罕來到高雄市定居三、四年後，一位身穿全黑道服的老嫗到訪，想以八百元的價錢販賣一尊觀音像，林阿罕就殺價到四百元買下。當時林阿罕棲身處小，無處供奉菩薩，因此供奉在自己檳榔攤旁邊街角處，日久香火鼎盛。她認為經常有些莫名的感應，似乎冥冥中驅使著她去為大眾指點迷津，遂建廟。
林阿罕於1994年在中都創立高雄行德宮作為發放遊民食物的據點，地點在力行路近中華路之處，廟地為高興昌鋼鐵所借用，廟被喚作「遊民廟」。廟旁曾是垃圾集中地，街友在此翻餿水桶覓食。該年開始，兒子林朝安和義工決定，晚上發放便當給街友，但不每餐都供，不然街友會太依賴。林朝安擴大了服務範圍，提供街友住宿、沐浴、施棺、醫療等服務，也幫助弱勢學生。他也常為遊民找工作，讓其有自主生活的能力。一周要為遊民安排兩次洗澡，也準備二手衣給遊民挑著換，一個半月也有免費理髮，都是義工來打理。
林阿罕表示無足夠財力長期供應晚餐，而是志工在幕後幫忙，每早到果菜市場向菜販募集蔬果，下午再到麵包店募集賣剩的麵包，另一部分人則協助煮菜、做飯、包便當，也有些人沒時間來參加，就捐錢分擔各項開銷。家在附近的黃秀花，每周固定兩天到三民國小當導護志工，九點不到就來行德宮準備下午要炒的菜料。
每名來到行德宮的街友，廟方都會登錄姓名、身分證字號等資料以便管理，以協助衛生局、警察局。透過專業社工評估，及衛福部、萬海慈善基金會資助下，將身心障礙及弱勢族群、街友、社會邊緣人、獨居老人，以及臨時急難者等，分成K、H、P、L及臨時卡等五種。住在附近的高雄縣遊民收容所主任翁文正，經常前來協助行德宮來管理、教育遊民，訂下許多規矩，如遊民爭吵打架、當詐騙集團人頭、兩岸假結婚的人頭等，都將受到三天不准領便當的處罰，遊民間也都相互約束。到行德宮領取便當的街友，會拿著便當向菩薩行禮感恩賜福。中元普度、農曆九月十九日宮慶、尾牙時，廟方也會辦桌請街友吃。2003年臺灣爆發SARS事件，高雄市政府遂透過林阿罕，發放抗煞口罩及耳溫槍給遊民們，在媒體爭相報導下，行德宮及其供應的愛心便當因緣際會而聞名。
隨著高雄市都市計畫重新調整，在中都擁有上千坪土地的高興昌鋼鐵，整體規劃土地利用。2011年11月8日，林阿罕因收到以存證信函通知要求歸還行德宮廟地，當晚中風病倒，同月13日晚過世。廟方在原址附近以總價三千萬買到一百零四坪土地作新廟地，地址為三民區中原街9號，屬於德西里。2012年10月27日新廟落成，高雄市長陳菊、國民黨籍立委黃昭順和高雄市議長許崑源等人剪綵。